# Josef Novotný (politik)
Josef Novotný (* 25. února 1952 Nové Město na Moravě) je český politik, v letech 2002 až 2008 senátor za obvod č. 51 – Žďár nad Sázavou, v letech 2010 až 2013 poslanec Poslanecké sněmovny PČR zvolený na kandidátce Věcí veřejných (člen SNK ED), v letech 2000 až 2004 zastupitel Kraje Vysočina, v letech 1994 až 2010 zastupitel a v letech 1994 až 2005 starosta města Bystřice nad Pernštejnem.
Od roku 2010 působí jako jednatel a od roku 2014 také jako společník ve firmě PHOTOVOLTAIC INVEST s.r.o.

## Vzdělání
Vystudoval elektrotechnickou fakultu Vysokého učení technického v Brně.
Josef Novotný je ženatý a s manželkou má tři syny.

## Politická činnost
V letech 1990–1994 působil jako radní města Bystřice nad Pernštejnem, kde od roku 1994 do roku 2005 byl starostou. V komunálních volbách v roce 2010 již do zastupitelstva Bystřice nad Pernštejnem nekandidoval.
V letech 2000–2004 se stal zastupitelem Kraje Vysočina. V krajských volbách v roce 2004 kandidoval do Zastupitelstva Kraje Vysočina z posledního 50. místa kandidátky SNK. Mandát krajského zastupitele se mu nepodařilo obhájit.
Ve volebním období 2002–2008 vykonával funkci senátora za obvod č. 51 – Žďár nad Sázavou, v senátních volbách v roce 2008 funkci neobhájil. Ve 2. kole voleb ho se ziskem 59,31 % hlasů porazila kandidátka ČSSD Dagmar Zvěřinová. Je členem politické strany SNK ED.
V roce 2006 podpořil vznikající motoristickou iniciativu ChceteZmenu.cz, která požadovala snížení postihů za různé dopravní přestupky, výstavbu rychlostní silnice R35 (od roku 2016 značené dálnice D35) a zvýšení maximální rychlosti na dálnicích na 140–160 km/h.
Ve volbách do Poslanecké sněmovny PČR v roce 2002 vedl v Kraji Vysočina kandidátku SNK, ale nebyl zvolen.
Ve volbách do Poslanecké sněmovny PČR v roce 2010 vedl jakožto člen SNK ED kandidátku Věcí veřejných v Kraji Vysočina a byl zvolen poslancem. Mandát vykonával do rozpuštění Poslanecké sněmovny PČR v srpnu 2013.